# Il dilemma di Benedetto XVI
Il dilemma di Benedetto XVI è un'antologia italiana di racconti di fantascienza di autori vari pubblicata nel 1978 nella collana Urania, che propone alcuni racconti di scrittori statunitensi usciti nelle pagine della rivista The Magazine of Fantasy and Science Fiction fra il 1976 ed il 1977.

## Elenco dei racconti
- Il dilemma di Benedetto XVI (The Armageddon Decision, 1977), di James Herbert Brennan
- Mentre l'atlantico muore (Three Days at the End of the World, 1977), di Hilbert Schenck
- Il posto senza nome (Getting Back to Before It Began, 1977), di Raylyn Moore
- Venerdì 13 (Friday the Thirteenth, 1976), di Isaac Asimov
- Lui (Him, 1976), di Alan Dean Foster
- Dove s'arrampica il caprifoglio (Where the Woodbine Twineth, 1976), di Manly Wade Wellman
- Nelle mani dei maligni (Shadetree, 1977), di James Michael Reaves
- Retrofuturo (Time is Money, 1976), di Haskell Barkin
- L'uomo che salvò il sole (The Man Who Saved the Sun, 1977), di Stephen Tall

## Il dilemma di Benedetto XVI
Il racconto breve di Herbie Brennan ipotizza un futuro in cui un feroce dittatore, Victor Ling, sta ascendendo al potere della nazione di Anderstraad. L'unico che sembra avere intenzione di fermarlo è il papa Benedetto XVI, il quale ha avuto una visione mistica che gli ha imposto di attaccare Ling e detronizzarlo. Il papa, però, ha degli scrupoli di coscienza, così manda a chiamare Steinmann, fra i più grandi e rinomati psichiatri dell'epoca: il compito del dottore sarà di stabilire la sanità mentale del papa, e quindi automaticamente l'autenticità delle visioni. Se è sano, l'atto successivo del papa sarà l'invasione di Anderstraad, se è matto ciò non avverrà.
Il racconto esce sul numero di settembre 1977 della rivista Fantasy & Science Fiction, e viene presentato in Italia da Urania il 26 marzo 1978 (7 mesi prima dell'elezione a papa di Karol Wojtyła con il nome di Giovanni Paolo II). L'autore usa il nome "Benedetto XVI" perché all'epoca non era ancora stato usato: i "Benedetto" si fermavano infatti a Papa Benedetto XV (papa dal 1914 al 1922). E forse c'è un collegamento voluto con il fatto che il suddetto papa visse proprio durante la nascita del fascismo in Italia, fascismo a cui si rifà il movimento nel racconto capeggiato da Victor Ling.

## La "profezia"
Il 19 aprile 2005, a 28 anni dal racconto, il cardinale Joseph Alois Ratzinger venne eletto papa e fu proprio il sedicesimo pontefice a scegliere il nome Benedetto. Il suo mandato durò però soltanto pochi anni: l'11 febbraio 2013 Benedetto XVI annunciò le sue dimissioni dall'incarico pontificio, con effetto a partire dal 28 febbraio successivo, a distanza di seicento anni dall'ultimo suo predecessore che optò per la stessa scelta. L'occasione ha dato luogo alla riesumazione del racconto di Herbie Brennan da parte dei media mondiali, generando un forte interesse per la "profezia" dell'autore.

## Edizioni
- AA.VV., Il dilemma di Benedetto XVI, traduzione di Rosella Sanità - Beata Della Frattina, collana Urania n° 745, Arnoldo Mondadori Editore, 1978,  p. 174.